# 小山茉美
小山茉美（日语：／ Koyama Mami，1955年1月17日—），日本女性配音員、演員、旁白。出身於愛知縣西尾市。青二Production所屬。1980年之前藝名。身高155cm。A型血。
代表作有《怪博士與機器娃娃 (1981年版)》（則卷小雲）、《名偵探柯南》（苦艾酒）、《甜蜜公主》（甜蜜公主）等。

## 來歷
小山茉美的父親在她1歲時去世，此後，由母親一邊取得保育員資格，一邊撫養兩個兄弟姊妹。有兩個哥哥。
小學時期的她害羞、沉默、內向，是個「無藥可救的孩子」。不和朋友一起玩，她的聯絡簿上總是寫說她「太被動」，應該「更主動地與人交談」，表明她是一個陰鬱的孩子。但她人很堅強。
當她小學4年級時，叔叔第一次帶他去看話劇。巧合的是她的曾祖父是一名演員，有一個劇團。正因為如此，當她還是個孩子的時候，她家的閣樓裡就有很多三味線、服裝、假髮等道具，兄妹彼此常常拿它們來玩。有一天，她看了劇團民藝的表演，心想「在這麼多人面前這樣說話，吸引這麼多人的關注，那該是多麼美妙的世界啊……」，這激發她成為一名演員的動機。小學4年級的暑假，她經常去附近的西尾市立圖書館岩瀨文庫，讀完了全套50本的《少男少女世界文學全集》（講談社），她在接受採訪時說道「就在那時我醒了，或者更確切地說，我開始思考未來的目標是一個表達的世界」。西尾市立鶴城中學校、愛知縣立西尾高等學校畢業。
中學、高中時曾加入話劇社。從以前已從事學生戲劇工作，本來想考上東京私立大學文學院戲劇系，然而，當時正值學生運動陷入困境，這種社會情勢是不能讓女孩子獨自前往東京的，畢業後，她成為第1期劇團戲劇週末的研究生，並成為該劇團的一員，擔任舞台演員。代表松本喜臣回憶起與小山的相遇，他說「她實際上來到這裡，把我們誤認為是『劇團青俳』。我們也在做阿拉巴爾這樣的事情」。其第一場演出是進劇團後不久，從第一場演出就被安排上舞台。由於她每兩個月才表演一次，而且加入公司也才3年左右，所以她被迫上台表演了大約12次。1975年，她在電視劇《清子沒有哭》出道。不知不覺間，她在東京想從事電影工作，但偶然就被邀請從事配音工作，所以她以《一休和尚》裡的彌生桔梗屋一角首次亮相。她的第一個主角是在《排球英雌》裡飾演聖美美。私生活方面，1976年，她與一起在NHK名古屋廣播節目合作的古谷徹結婚，1983年離婚。
愛知江南短期大學初等教育學院中退。也曾在紐約市立大學亨特學院短期留學。當時，她退出節目前往美國，但最終花了一年的時間環遊世界。

## 人物
聲種：次女高音，聲音清新輕鬆。從少年少女到動物角色她都能扮演。
方言：三河方言。
大多在動畫、外國電影、電視、廣播等演出。
外語配音方面，她擔任金·貝辛格和莎朗·史東主演的角色。
興趣：旅行。特長：日本舞踊（深水流＝朝丘雪路門下朝丘的嫡傳弟子）、水肺潛水。

### 則卷小雲
小山在《怪博士與機器娃娃》動畫版的試鏡之前已經是漫畫原作的書迷，當初她收到的是木綠茜的角色，但由於尚未確定則卷小雲的配音人選，因此受到了相關人士的高度評價，最終被選為擔當則卷小雲的角色。
她與原作者鳥山明的認識，是在1982年第39號的《週刊少年Jump》中刊登了她戴著則卷小雲帽子與鳥山明合影的照片，及與鳥山明和動畫工作人員前往箱根野餐。
在一次的採訪中，小山說「我從沒想過我可以為則卷小雲獻聲。這就是為什麼我忍不住要玩得開心」「我注意不要表現得像個調情的孩子，所以我的行為都和則卷小雲相似，她是我的分身。」「我在則卷小雲的試鏡中發出了令人髮指的聲音並被錄用，我努力保持這種聲音。」，另外她在漫畫《怪博士與機器娃娃》單行本第18冊中發表評論說「多虧了它成為了我的代表作」。而小山演唱的「則卷小雲小曲」在全國的盆舞大會中使用，因為大受歡迎成為了經典。而且她在大禮堂的現場演出和巡迴演唱會上曾經獻唱該歌曲。
《怪博士與機器娃娃》放送終了後，於1990年代上映電影版的其他角色配音陣容即使已經變更，但則卷小雲的角色也沒有改變，並在之後的遊戲和媒體作品中都有出場。另外，在同作品飾演則卷千兵衛的內海賢二去世時，她用則卷小雲的語氣發了一條悼念信息說「博士，下次再見面哦」「路上小心哦拜恰」。
於《七龍珠》第55～57話和《七龍珠超》第43、69話中擔演小雲時，接受野澤雅子的採訪說「準備的工作很辛苦，所以不得不進行語音訓練」。還說「我的聲音很高，一聽到『KEEN！』就頭疼（笑）」。

### 代演、繼任
約1990年，由於長期中斷，故退出所有常規節目。她當時的繼任者和代班者如下：
| 代演、繼任 | 角色名 | 概要作品         | 代演初次擔當作品             |
| ---------- | ------ | ---------------- | ---------------------------- |
| 杉山佳壽子 | 可羅   | 《奇天烈大百科》 | 第87話                       |
| 伊藤美紀   | 美樹   | 《城市獵人》     | 《城市獵人：百萬美元之陰謀》 |
| 林原惠     | 凱蒂貓 | 「三麗鷗角色」   | 《Hello Kitty的拇指公主》    |

小山在《城市獵人》美樹的角色中從《城市獵人'91》回歸。《奇天烈大百科》可羅的角色在離開了節目一直到放送終了就再也沒有回歸。之後2002年，時隔15年在電視劇版《奇天烈》中擔任。

## 演出
粗體字表示主要角色。

### 電視動畫
1975年
- 一休和尚（桔梗屋彌生〈初代〉）

1976年
- 天方夜譚（薩里亞）
- 小甜甜[32]（安妮·布萊頓）
- 大空魔龍凱金（1976年—1977年，富士山·綠[33]）[e]
- 大飯桶（日语：ドカベン）（1976年—1977年，稔子、妙子、緒方勉的妹妹）
- 頑童歷險記（日语：ハックルベリィの冒険）（安娜）
- 皮科里諾的冒險（日语：ピコリーノの冒険）（仙女）
- UFO機器人 古連泰沙（奧里、綠、艾爾莎）
- 小小露露與小小的夥伴（日语：リトル・ルルとちっちゃい仲間）（格洛麗亞）
- 機器人之子比頓（日语：ろぼっ子ビートン）（1976年—1977年，小麗）

1977年
- 排球英雌（聖美美[34]）
- 神威賽車手（1977年—1978年，逢瀨鈴子[35]）
- 元祖天才傻鵬（日语：元祖天才バカボン）
- 鐵臂馬魯斯（哈尼、薩莉 等）
- 女王陛下的小天使小偵探（日语：女王陛下のプティアンジェ）（琳達）
- 新·巨人之星（1977年—1979年，左門京子、鶯小姐[來源請求]）2系列
- 無敵飛天俠（莎拉）

1978年
- 咪咪流浪記（西蒙）
- 宇宙海賊哈洛克船長（勞拉、露西亞）
- 恐龍大戰爭（千鶴）
- 窈窕淑女（拉麗莎）
- 巴黎的伊莎貝爾（日语：巴里のイザベル）（伊莎貝爾）
- 100萬年地球之旅 班達之書（日语：100万年地球の旅 バンダーブック）（米姆魯[36]）
- 星星王子 小王子（日语：星の王子さま プチ・プランス）（花）
- 無敵鋼人泰坦3（1978年—1979年，巧比、琪琪、艾莎）
- 野球狂之詩（日语：野球狂の詩）（1978年—1979年，武藤一雄、次郎）
- 小雙俠 (1977年版)（漢斯鹽田）
- 惑星機器人 丹加德A（米拉）

1979年
- 清秀佳人（露比·吉利斯〈初代〉、明妮·梅）
- 動畫紀行 馬可·波羅的冒險（日语：アニメーション紀行 マルコ・ポーロの冒険）（比多阿、萊拉）[37]
- 圓桌騎士物語 燃燒的亞瑟（1979年—1980年，薇薇安、梅、伊澤爾、美狄亞）
- 海底超特急（日语：海底超特急マリンエクスプレス）（米莉）
- 科學小飛俠F（阿貝爾）
- 科學探險隊（瑪里亞納）
- 加油！我們的打帶跑（日语：ヒット・エンド・ラン）（郁美[38]）
- 機動戰士鋼彈（1979年—1980年，基西莉亞·薩比[39]）
- 銀河鐵道999（1979年—1981年，拉森、奈美、瑪雅）
- 人造人009 (1979年版)（真由美、百合）
- 魯邦三世 (TV第2系列)（日语：ルパン三世 (TV第2シリーズ)）

1980年
- 宇宙戰士巴魯迪奧斯（1980年—1981年，路易莎、艾美·拉丁）
- 加油元氣（日语：がんばれ元気）（堀口美奈子）
- 摔倒騎士德拉曼查（日语：ずっこけナイトドンデラマンチャ）（杜爾西內亞[40]）
- 原子小金剛 (1980年版)（弗萊特）
- 傳說巨神伊甸王（基亞婭·布夫）
- 尼爾斯的不可思議之旅（1980年—1981年，尼爾斯[41]）
- 回到森林（日语：のどか森の動物大作戦）（卡露露[42]）
- 大白鯨（拉·梅爾[43]）
- 梅特林克的青鳥 Tyltyl與Mytyl的冒險之旅（日语：メーテルリンクの青い鳥 チルチルミチルの冒険旅行）（Mytyl[44]）
- 黑暗帝王 吸血鬼德古拉（日语：闇の帝王 吸血鬼ドラキュラ）（瑞秋）
- 小婦人（日语：若草物語 (日生ファミリースペシャル)）（艾米）

1981年
- 怪物小王子 (1980年版)（艾里基頓[來源請求]）
- 恐怖傳說 怪奇！科學怪人（日语：恐怖伝説 怪奇!フランケンシュタイン）（艾米莉）
- 荒野的呼喚 怒吼吧巴克（日语：荒野の呼び声 吠えろバック）（梅西迪）
- 戰國魔神豪將軍（雷米島田[f][45]）
- 虎面人二世（1981年—1982年，立花純子[46]）
- 太陽的使者 鐵人28號（惠蘭）
- 怪博士與機器娃娃 (1981年版)（1981年—2007年，則卷小雲（日语：則巻アラレ）[47]）2系列 + 特別篇4作品[系列 1]
- 你好！珊蒂貝爾（日语：ハロー!サンディベル）（1981年—1982年，凱蒂·希勒[48]）
- 小婦人四姊妹（日语：若草の四姉妹）（喬[49]）

1982年
- 仙女座物語（日语：アンドロメダ・ストーリーズ）（阿芙爾）
- 福星小子 (1981年版)（1982年—1986年，面堂了子）
- 太陽之子[50]（西婭[51]）
- 衝鋒勝平（日语：ダッシュ勝平）（內藤惠〈初代〉）
- 魔法公主 明琪桃子（日语：魔法のプリンセス ミンキーモモ）（1982年—1991年，明琪桃子[52]／初代桃子）2系列

1983年
- 貓♥眼（久美）
- The♥南瓜酒（洋子）
- 猿飛小忍者（日语：さすがの猿飛）（柿之木桃子）
- （貝絲）
- 無敵三四郎（凡妮莎）
- 未來警察浦島人（瑪麗亞）
- 喬琪姑娘（日语：ジョージィ!）（凱薩琳）
- 我是一條狗 神犬松五郎（日语：ドン松五郎の生活#テレビアニメ）（和子）

1984年
- GALACTIC PATROL 透鏡人（1984年—1985年，克萊莉莎·麥道格[53]）
- 請多指教跑車郎中（日语：よろしくメカドック）（莉莉）

1985年
- 拜託了！薩米亞丼（日语：おねがい!サミアどん）
- 大英雄（斯卡雷特）
- 魯邦三世 PARTIII（日语：ルパン三世 PARTIII）

1986年
- 甜蜜公主（1986年—1987年，甜蜜公主[54]）
- 青春動畫全集（日语：青春アニメ全集）「潮騷」（宮田初江）
- 聖鬥士星矢（1986年—1989年，蛇夫座夏依娜[55]）
- 七龍珠（1986年—1989年，蘭琪、則卷小雲）
- Bug甜心（日语：Bugってハニー）（1986年—1987年，蜂蜜公主 等）
- Wonder Beat Scramble（日语：ワンダービートS）（李美煥）

1987年
- 格林名作劇場（漢塞爾[56]）
- 鬼太郎 (第3作)（紅子）
- 城市獵人（1987年—1999年，美樹[57][58][59][60][61][62]）4系列 + 特別篇2作品[系列 2]
- 奇天烈大百科[63]（1987年—1990年，可羅〈初代〉）2系列[系列 3]

1988年
- 哆啦A夢 (大山羨代版)（雪女）

1989年
- 手塚治虫物語 我是孫悟空（岡本京子[64]、露拉[64]）
- 七龍珠Z（蘭琪）

1991年
- 青澀花園（一之宮蕗子[65]）

1992年
- 人小鬼大
- 環保小尖兵（日语：地球SOS それいけコロリン）（科羅林）
- 超電動機械人 鐵人28號FX（瑪格麗塔）

1993年
- 美少女戰士R（翠之艾絲美露）

1994年
- 小紅帽恰恰（莫斯琪）

1995年
- 動畫世界的童話（日语：世界名作童話シリーズ ワ〜ォ!メルヘン王国）（旁白）
- 空想科學世界（月中女王）

1996年
- 名偵探柯南（1996年—2023年，花井亞希子、苦艾酒／克莉絲·溫亞德[66]、莎朗·溫亞德）

1998年
- 金田一少年之事件簿（近宮玲子）
- 蠟筆小新（1998年—2021年，小桃、胸板厚子）
- 魔法陣都市（磯崎真奈）
- 女惡魔人（悟）
- 危險調查員（瑪格麗特）

1999年
- 週刊故事樂園（日语：週刊ストーリーランド）（神宮寺葉子）
- 星方天使（老婆婆）
- 神奇寶貝（琉璃子）

2000年
- 爆裂戰士戰藍寶（龍馬）
- 女神候補生（莉兒·克勞馥、旁白）
- 魯邦三世：一美元戰爭（日语：ルパン三世 1$マネーウォーズ）（辛西婭·F·克雷莫芙[67]）

2001年
- 通靈王 (2001年版)（莉莉拉拉）
- 地球防衛家族（大地聖子）
- 怪獸家族（蘇）

2002年
- 十二國記（舒榮）

2003年
- 青出於藍 ～緣～（蒂娜·佛斯特的母親）
- 原子小金剛 (2003年版)（莎拉）
- 空中大師（日语：エアマスター）（皆口由紀）
- 獸兵衛忍風帖 龍寶玉篇（射千玉）
- SPACE PIRATE CAPTAIN HERLOCK（日语：SPACE PIRATE CAPTAIN HERLOCK）（遺跡中女王、月中女王）

2004年
- 阿嘉莎·克莉絲蒂的名偵探白羅與瑪波（尤里迪斯）
- 機動戰士鋼彈SEED DESTINY（2004年—2005年，塔利婭·格萊迪斯[68]）
- Keroro軍曹（Keroro兵學校教官）
- MONSTER（艾娃·海尼曼[69]）

2006年
- 怪 ～ayakashi JAPANESE CLASSIC HORROR（民谷岩）
- 天使心（美樹）
- 新宇宙飛龍（藤山靜的母親）
- 北風傑克的故事（旁白）
- BLACK LAGOON（巴拉萊卡[70]）2系列

2008年
- 再造人卡辛 Sins（日语：キャシャーン Sins）（勒達、雷茲貝爾）

2009年
- 戰場女武神（福斯特博士）
- 鋼之鍊金術師 FULLMETAL ALCHEMIST（皮納高）

2010年
- 信蜂 REVERSE（妮綺的姊姊）
- RAINBOW -少年犯之七人-（山內菜緒子）

2011年
- 日常（旁白）
- 小舞的魔法與家庭之日（日语：マイの魔法と家庭の日）（立海螢）

2012年
- 聖鬥士星矢Ω（夏依娜[71]）
- 冰（糸魚川養子[72]）

2015年
- 槍與面具（孫大妃[73]）

2016年
- 熱情傳奇 The X（瑪爾特蘭）
- 七龍珠超（則卷小雲[74]）
- 火影忍者疾風傳（大筒木輝夜）
- 名偵探柯南 Episode"ONE" 變小的名偵探（苦艾酒）

2017年
- BanG Dream！（2017年—2020年，都築詩船[75]）2系列
- 有頂天家族2（狸谷的祖母）
- ONE PIECE（2017年—，夏洛特·莉莉／BIG MOM〈第2代〉[76]）
- ID-0（奇蝶）

2018年
- 伊藤潤二驚選集（淵[77]）
- 紫羅蘭永恆花園（艾柏塔）
- POP TEAM EPIC（2018年—2021年，POP子〈第12話A段／REMIX再放送版第1話A段〉）
- 鬼太郎 (第6期)（安妮絲與安黛兒的母親[78]）

2019年
- 多羅羅（萬代）
- 約定的夢幻島（2019年—2021年，祖母大人）2系列
- 夢幻之星Online2 EPISODE ORACLE（2019年—2020年，瑪莉亞[79]）

2020年
- 富豪刑事 Balance:UNLIMITED（井村和子）

2021年
- 聖女魔力無所不能（2021年—2023年，柯琳娜）2系列[系列 4]
- 通靈王（2021年版）（莉莉拉拉）
- 叫我對大哥（婧大姐[80]）
- 王者天下（幽連）

2022年
- 八十龜觀察日記 第4冊（世瑠蘭的媽媽[81]）
- 名偵探柯南 零的日常（苦艾酒）

2023年
- 魔法使的新娘 SEASON2（萊札·庫威萊[82][83]）2系列[系列 5]
- BanG Dream！It's MyGO!!!!!（都築詩船）

2024年
- 地下城中的人（岩龜）

### 電影動畫
1980年
- 劇場版 奔向地球（卡琳娜）

1981年
- 公主與惡魔（日语：悪魔と姫ぎみ）（白雪公主）
- 劇場版 機動戰士鋼彈（基西莉亞·薩比）
- 天狼星的傳說（日语：シリウスの伝説）（瑪爾塔[84]）
- 怪博士與機器娃娃：哈囉！不可思議島（日语：Dr.スランプ アラレちゃん ハロー!不思議島）（則卷小雲（日语：則巻アラレ）[85]）
- 哆啦A夢：大雄的宇宙開拓史（克蕾姆）

1982年
- 機動戰士鋼彈III：相逢宇宙篇（基西莉亞·薩比）
- 劇場版 戰國魔神豪將軍（雷米島田）
- 千年女王（新女王）
- 怪博士與機器娃娃：“吼唷唷！”宇宙大冒險（日语：Dr.SLUMP ほよよ! 宇宙大冒険）（則卷小雲[86]）

1983年
- 幻魔大戰（日语：幻魔大戦 (映画)）（露娜公主[87]）
- 怪博士與機器娃娃：吼唷唷！世界一周大賽車（日语：Dr.スランプ アラレちゃん ほよよ!世界一周大レース）（則卷小雲[88]）

1984年
- SF新世紀 透鏡人（克萊莉莎·麥道格[89]）
- 怪博士與機器娃娃：吼唷唷！納納巴城的寶藏（日语：Dr.スランプ アラレちゃん ほよよ!ナナバ城の秘宝）（則卷小雲[90]）
- 哆啦A夢：大雄的魔界大冒險（滿月美夜子）

1985年
- 福星小子3：情侶樂天派（日语：うる星やつら3 リメンバー・マイ・ラブ）（面堂了子）
- 神劍（阿雪[91]）
- 戰國魔神豪將軍：時之異邦人（雷米島田）
- 怪博士與機器娃娃：吼唷唷！夢的大都會（日语：Dr.スランプ アラレちゃん ほよよ!夢の都メカポリス）（則卷小雲[92]）
- 魔法公主明琪桃子VS魔法天使奶油麻美 劇場大決戰（明琪桃子）

1986年
- 七龍珠：神龍傳說（巴斯達[93]）
- 火之鳥 鳳凰篇（ブチ）

1987年
- 七龍珠：魔神城內的睡美人（蘭琪[94]）
- 魯邦三世：風魔一族的陰謀（峰不二子[95]）

1988年
- AKIRA（K[96]）
- 超能力魔美：星空上的跳舞娃娃（惠）
- 七龍珠：摩訶不可思議大冒險（則卷小雲[97]、蘭琪[97]）

1989年
- 伊勢灣颱風物語（日语：伊勢湾台風物語）（津島光）
- 城市獵人：愛與宿命的馬格南（美樹）

1991年
- 神通小精靈：燃燒吧！友情的魔法大戰（日语：まじかる☆タルるートくん 燃えろ!友情の魔法大戦）（努西亞德）

1993年
- 銀河英雄傳說：新戰爭的序曲（潔西卡·愛德華）
- 怪博士與機器娃娃：嗯加！企鵝村的早晨（日语：Dr.スランプ アラレちゃん んちゃ!ペンギン村はハレのち晴れ）（則卷小雲）
- 怪博士與機器娃娃：嗯加！愛在企鵝村（日语：Dr.スランプ アラレちゃん んちゃ!ペンギン村より愛をこめて）（則卷小雲）

1994年
- 怪博士與機器娃娃：吼唷唷!! 報恩的鯊魚被我帶走了…（日语：Dr.スランプ アラレちゃん ほよよ!!助けたサメに連れられて…）（則卷小雲）
- 怪博士與機器娃娃：嗯加!! 緊張刺激的暑假（日语：Dr.スランプ アラレちゃん んちゃ!!わくわくハートの夏休み）（則卷小雲）

1996年
- 超人力霸王公司（日语：ウルトラマンカンパニー）（薩拉公主）
- 劇場版 X（夏澄火煉[98]）

1998年
- 機動戰士鋼彈 第08MS小隊：米拉的報告書（卡蓮·祖舒亞[99]）

2000年
- 劇場版 機動戰士鋼彈 特別版（基西莉亞·薩比）
- 機動戰士鋼彈III：相逢宇宙篇 特別版（基西莉亞·薩比）

2001年
- 劇場版 神奇寶貝：雪拉比 穿梭時空的相遇（永久）
- 暹邏貓 -初次任務-（日语：シャム猫 -ファーストミッション-）（娜奧米[100]）
- 大都會（艾美）[g]

2002年
- 千年女優（藤原千代子〈20～40歲〉[101]）

2004年
- APPLESEED（雅典娜[102]）
- 聖鬥士星矢 天界篇 序奏 ～overture～（蛇夫座夏依娜）

2007年
- 馬西利特博士 阿巴蕾（則卷小雲、阿巴蕾）

2009年
- 名偵探柯南：漆黑的追跡者（苦艾酒[103]）
- 企鵝大冒險（日语：よなよなペンギン）（可可的母親）

2011年
- 萬能野菜 Ninninman（日语：万能野菜 ニンニンマン）（魔魔）

2016年
- 名偵探柯南：純黑的惡夢（苦艾酒[104]）

2019年
- 劇場版 城市獵人：新宿PRIVATE EYES（美樹[105]）

2021年
- 劇場版 美少女戰士Eternal《後篇》（寧靜皇后）
- 龍與雀斑公主（蘇汶[106]）

2022年
- 劇場版 free！ -the final stroke-《後篇》（七瀨遙的祖母）
- ONE PIECE FILM RED（夏洛特·莉莉／BIG MOM）

2023年
- 獻給山中貞雄的漫畫電影「鼠小僧次郎吉」（解說[107]）
- 名偵探柯南：黑鐵的魚影（苦艾酒）
- 劇場版 城市獵人：天使之淚（美樹[108]）

2024年
- 劇場版 BLUE LOCK 藍色監獄 -EPISODE 凪-（婆婆[109]）
- 劇場版 物怪：唐傘（歌山[110]）
- 劇場版 BanG Dream！It's MyGO!!!!! 前篇：春日向陽，迷途野貓[錨點失效]（都築詩船）

### OVA
1982年
- 怪博士與機器娃娃的交通安全（則卷小雲（日语：則巻アラレ））

1983年
- 怪博士與機器娃娃：要遵守交通規則哦!!（則卷小雲）

1984年
- 怪博士與機器娃娃：企鵝村消防隊（則卷小雲）

1985年
- 福星小子：了子的九月茶會（面堂了子）
- 魔法公主 明琪桃子 夢中輪舞（日语：魔法のプリンセス ミンキーモモ）（明琪桃子[111]）

1986年
- AI CITY（日语：アイ・シティ）（K2）
- 傷追之人（1986年—1987年，夕湖）
- Pelican Road Club Caroucha（日语：ペリカンロード）（岡崎鈴子）
- The 超女（瑪莉絲）

1987年
- 高校AGENT（日语：ハイスクールAGENT）（塞拉）

1988年
- 吸血姬美夕（瀨一三子）
- 銀河英雄傳說（傑西卡·愛德華滋）

1989年
- ARIEL SCEBAI最大的危機（日语：ARIEL (小説)）（河合美亞）
- 福星小子：電力裝置園丁（面堂了子）
- 福星小子：與山羊笑一個（面堂了子）
- 風魔小次郎（柳生蘭子[112]）
- 午夜之眼（日语：ゴクウ）（矢吹洋子）
- Riding Bean（日语：ガンスミスキャッツ#ライディングビーン）（塞馬琳）

1990年
- 大英雄 The Movie（斯卡雷特、吉茵珂絲）

1992年
- 下載 南無阿彌陀佛是愛的誦詩（日语：ダウンロード 南無阿弥陀仏は愛の詩）（波帆〈山本不二子〉）

1993年
- 銃夢（地連[113]）

1994年
- MINKY MOMO IN 啟程之站（日语：魔法のプリンセス ミンキーモモ）（初代桃子）

1996年
- 機動戰士鋼彈 第08MS小隊（卡蓮·祖舒亞[99]）

1998年
- 火聖旅團 DNA Sights 999.9（日语：火聖旅団 ダナサイト999.9）（光子）
- 聖少女艦隊Virgin Fleet（日语：聖少女艦隊バージンフリート）（廣瀨光華）

1999年
- 皮卡丘的寒假2000（旁白）

2000年
- 銀河英雄傳說外傳 螺旋迷宮（潔西卡·愛德華）

2001年
- 熱帶雨林的爆笑生活 FINAL（達瑪）

2002年
- 聖鬥士星矢 冥王黑帝斯十二宮篇（日语：聖闘士星矢 冥王ハーデス編）（夏依娜）

2004年
- 飛越巔峰2（店長[114]）

2006年
- 大魔法（田中愛絲梅拉達[115]、小桃）

2008年
- 機動戰士鋼彈 MS IGLOO 2 重力戰線（基西莉亞·薩比）

2010年
- 福星小子 障礙物游泳大會（日语：うる星やつら ザ・障害物水泳大会）（面堂了子）
- BLACK LAGOON Roberta's Blood Trail（巴拉萊卡）

### 網路動畫
- 美少女戰士Crystal（2014年，寧靜皇后）
- 叫我對大哥（2021年，婧大姐[80]）
- 範馬刃牙（2021年，瑪麗亞[116]）
- BASTARD!! -暗黑的破壞神-（2022年—2023年，安斯拉薩克斯[117]）2系列[系列 6]

### 遊戲
1990年
- 福星小子 STAY WITH YOU（日语：うる星やつら STAY WITH YOU）（面堂了子）

1992年
- 攔截者（日语：スナッチャー）（合金裝備 mk-II）
- 天外魔境II 卍MARU（弁天大人、彩羽宮）

1993年
- 模擬地球（旁白）[h]

1994年
- 福星小子 ～Dear My Friend～（日语：うる星やつら 〜ディア マイ フレンズ〜）（面堂了子、珊卓）

1995年
- Private eye dol（日语：プライベート・アイ・ドル）（幻條優子）

1996年
- OverBlood（日语：OverBlood）（米莉·阿斯利）
- 第4次超級機器人大戰S（雷米島田、瑟菲妮·葛雷斯）
- 生死格鬥（蒂娜·阿姆斯壯（英语：Tina Armstrong））

1997年
- 超級機器人大戰F（雷米島田）
- FEDA 2（日语：フェーダ）（瑪莎·巴恩伍德）

1998年
- SD鋼彈 G世代（1998年—2019年，基西莉亞·薩比、卡蓮·祖舒亞、塔利婭·格萊迪斯）14作品[系列 7]
- 超級機器人大戰F完結篇（雷米島田、基亞婭·布夫、基西莉亞·薩比）
- 生死格鬥++（蒂娜·阿姆斯壯）
- Mystic Mind ～顫抖的感情～（日语：Mystic Mind 〜揺れる想い〜）（篠原綾子）

1999年
- 降鬼一族（阿輪）
- COBRA 銀河騎士（皇后）
- 超級機器人大戰完全版（雷米島田、基西莉亞·薩比）
- 聖少女艦隊Virgin Fleet（日语：聖少女艦隊バージンフリート）（廣瀨光華）

2000年
- 決戰（日语：決戦 (コーエー)）（淀君）
- 日昇英雄譚R（日语：サンライズ英雄譚）（基西莉亞·薩比）
- 超級機器人大戰α（基西莉亞·薩比）

2001年
- 決戰II（美三娘）
- 超級機器人大戰α for Dreamcast（基西莉亞·薩比）

2003年
- 機動戰士鋼彈 宇宙相逢（日语：機動戦士ガンダム めぐりあい宇宙）（基西莉亞·薩比）
- 召喚夜響曲3（三隅）
- 第2次超級機器人大戰α（富士山·綠、雷米島田）

2004年
- 超級機器人大戰GC（日语：スーパーロボット大戦GC）（基西莉亞·薩比、卡蓮·祖舒亞）

2005年
- 鋼彈戰役（日语：ガンダムバトルタクティクス）（卡蓮·祖舒亞）
- 聖鬥士星矢 聖域十二宮篇（日语：聖闘士星矢 聖域十二宮編）（夏依娜）
- 第3次超級機器人大戰α 終焉之銀河（富士山·綠、基亞婭·布夫、雷米島田）
- 七龍珠Z3（日语：ドラゴンボールZ3）（蘭琪）

2006年
- 超級機器人大戰XO（日语：スーパーロボット大戦GC）（基西莉亞·薩比、卡蓮·祖舒亞）
- 勇者物語 新的旅人／亘的冒險（卡茲）2作品

2007年
- 鋼彈無雙（基西莉亞·薩比）
- 超級機器人大戰Scramble Commander the 2nd（日语：スーパーロボット大戦Scramble Commander the 2nd）（塔利婭·格萊迪斯）
- Sparking！METEOR（日语：ドラゴンボールZ Sparking! METEOR）（則卷小雲、蘭琪）

2008年
- 鋼彈無雙2（基西莉亞·薩比）
- 超級機器人大戰A 攜帶版（艾莎指揮官）
- 超級機器人大戰Z（塔利婭·格萊迪斯）
- 怪博士與機器娃娃（則卷小雲）

2009年
- 超級機器人大戰NEO（日语：スーパーロボット大戦NEO）（雷米島田）
- 七龍珠 天下第一大冒險（日语：ドラゴンボール 天下一大冒険）（則卷小雲）

2010年
- 鋼彈無雙3（基西莉亞·薩比）
- 戰神III（赫拉）
- 戰場女武神2 加利亞王立士官學校（克蕾曼緹亞·佛斯特）
- 七龍珠DS2 突擊！紅緞帶軍（日语：ドラゴンボールDS）（則卷小雲、蘭琪）

2011年
- 機動戰士鋼彈 Online（基西莉亞·薩比、卡蓮·祖舒亞、雷米島田）
- 戰場女武神3 -Unrecorded Chronicles-（克蕾曼緹亞·佛斯特）

2012年
- 刺客教條III：自由使命（瑪德琳·德·萊爾[118]）
- 聖鬥士星矢Ω 終極小宇宙（蛇夫座 夏依娜[119]）
- 夢幻之星Online2（瑪麗亞）

2013年
- 超級機器人大戰Operation Extend（基西莉亞·薩比、卡蓮·祖舒亞、雷米島田）

2014年
- 混沌之戒III 前傳三部曲（春子[120]）
- J-STARS Victory VS（日语：ジェイスターズ ビクトリーバーサス）（則卷小雲）

2015年
- 鎖鏈戰記（2015年—2016年，塔蒂亞娜、貝西、特莉休[121]）
- 熱情傳奇（馬爾特蘭[122]）
- 七龍珠Z 超究極武鬥傳（日语：ドラゴンボールZ 超究極武闘伝）（蘭琪）

2016年
- 七龍珠融合（日语：ドラゴンボールフュージョンズ）（則卷小雲）
- 火影忍者疾風傳 終極風暴4（大筒木輝夜）
- 七龍珠Z 爆裂激戰（日语：ドラゴンボールZ ドッカンバトル）（則卷小雲）

2017年
- 原子小金剛：時空的盡頭（火之鳥[123]）
- 異度神劍2（拉格爾特）
- 英雄聯盟（卡莎碧雅）

2018年
- BanG Dream！少女樂團派對（2018年—2023年，老闆〈都築詩船〉）
- 火焰之紋章 英雄（赫爾[124]）
- ONE PIECE 秘寶尋航（BIG MOM／夏洛特·莉莉）

2019年
- 怪物彈珠（2019年—2022年，美樹、苦艾酒、BIG MOM）
- JUMP FORCE（大筒木輝夜）
- 超級七龍珠群雄 世界任務（則卷小雲機器人）
- EVE rebirth terror（日语：EVEシリーズ）（謎之女性A[125]）
- 魔法氣泡!! Quest（日语：ぷよぷよ!!クエスト）（則卷小雲[126]）
- 勇者鬥惡龍XI 尋覓逝去的時光 S（佩露拉[127]）
- 鋼彈網路大戰（基西莉亞·薩比）

2020年
- 七龍珠Z 卡卡洛特（蘭琪、則卷小雲）
- ONE PIECE 海賊無雙4（BIG MOM／夏洛特·莉莉）

2021年
- 死亡回歸（塞勒涅[128]）

2022年
- 怪物彈珠（2022年—2025年，苦艾酒[129]、BIG MOM[130]）
- 機動戰士鋼彈 兵工廠基地（日语：機動戦士ガンダム アーセナルベース）（2022年—2023年，卡蓮·祖舒亞、塔利婭·格萊迪斯）
- 龍族拼圖（BIG MOM／夏洛特·莉莉）

2023年
- 妖怪手錶 噗尼噗尼（日语：妖怪ウォッチ ぷにぷに）（苦艾酒）
- 皮克敏4（畢特）

2024年
- 魔法紀錄 魔法少女小圓外傳（西[131]）
- 七龍珠 破界鬥士（蘭琪）

### 外語配音

#### 演員
歌蒂·韓
- 一屋半妻（英语：Housesitter）（葛文·鄧克爾）
- 搶救千金（英语：Snatched (2017 film)）（琳達·米德爾頓）
- 熱力師奶（英语：The Banger Sisters）（蘇姿提）※影碟版。
- 大老婆俱樂部（埃莉斯·埃利奧特）
- 老公出差（英语：The Out-of-Towners (1999 film)）（南希·克拉克）

瓊·愛倫
- 絕命尬車（克萊爾·韓娜席）
- 神鬼認證系列（潘蜜拉·蘭迪）※影碟版。
  - 神鬼認證4
  - 神鬼認證：神鬼疑雲[132]
  - 神鬼認證：最後通牒[133]

金·貝辛格
- 愛你九週半（伊麗莎白·麥格勞）
- 蝙蝠俠（維琪·維爾）※朝日電視台版。
- 愛情傻子（英语：Fool for Love (film)）
- 絕不留情（英语：No Mercy (film)）（米歇爾·杜瓦爾）
- 亡命大煞星（英语：The Getaway (1994 film)）（卡羅爾·麥考伊）※影碟版。
- 抱得美人歸（英语：The Marrying Man）（維琪·安德森）
- 天生好手（英语：The Natural (film)）（梅莫·巴黎）※朝日電視台版。

張曼玉
- 新龍門客棧（金鑲玉）
- 急凍奇俠（阿玉）
- 原振俠與衛斯理（彩虹）
- 雙龍會（芭芭娜）※影碟版。

米歇爾·法伊弗
- 褪色天堂（英语：A Thousand Acres (film)）（羅絲·庫克·劉易斯）
- 危險遊戲（英语：Dangerous Minds）（盧安娜·約翰遜（英语：LouAnne Johnson））
- 捨不得你（薩莉·“理貨”·阿特沃特）
- 危機四伏（英语：What Lies Beneath）（克萊爾·斯賓塞）

莎朗·史東
- 乾柴烈火情（英语：Beautiful Joe (film)）（愛麗絲·“Hush”·梅森）
- 貓女（勞雷爾·赫達雷）※朝日電視台版。
- 性愛一念間（英语：He Said, She Said (film)）（琳達·梅茨格）
- 烈火情迷（英语：Tears in the Rain）（凱西·坎特雷爾）
- 致命的快感（艾倫“女士”）※朝日電視台版。
- 魔鬼專家（梅·門羅）
- 魔鬼總動員（蘿莉·奎德）※朝日電視台版。

#### 電影
- 十二只猴子（凱薩琳·萊利博士〈麥德琳·史道威〉）※富士電視台版。
- 20 30 40（莉莉〈張艾嘉〉）
- 阿郎的故事（波波〈張艾嘉〉）
- 爵士春秋（維多利亞·波特〈黛博拉·格夫納（英语：Deborah Geffner）〉）※朝日電視台版。
- 美國心玫瑰情（卡蘿琳·伯恩漢姆〈安妮特·班寧〉）※影碟版。
- 情人搭錯線（英语：An Ideal Husband (1999 film)）（勞拉·切弗利夫人〈茱莉安·摩爾〉）
- 王牌大賤諜（阿洛塔·法吉納〈法比亞娜·尤汀尼歐（英语：Fabiana Udenio）〉）
- 絕地戰警（茱莉·莫特〈蒂雅·李歐妮〉）※富士電視台版。
- 勝負反手拍（格拉迪絲·赫爾德曼（英语：Gladys Heldman）〈莎拉·席爾蔓〉）
- 大危機（英语：Ben (film)）（伊芙·加里森〈梅若蒂絲·巴斯特（英语：Meredith Baxter）〉）※朝日電視台版。
- 賓漢 (1959年電影)（得撒〈凱西·奧唐納（英语：Cathy O'Donnell）〉）※朝日電視台版。
- 愛的大風暴（英语：Blaze (1989 film)）（布萊茲·斯塔爾（英语：Blaze Starr）〈洛莉塔·黛維琪（英语：Lolita Davidovich）〉）
- 花心大少闖情關（英语：Boomerang (1992 film)）（傑奎琳·布魯爾〈羅賓·吉文斯（英语：Robin Givens）〉）※影碟版。
- 收播新聞（簡·克雷格〈荷莉·亨特〉）
- 百萬金臂（安妮·薩沃伊〈蘇珊·莎蘭登〉）※朝日電視台版。
- 刀槍不入一僧侶（妮娜〈維多利亞·斯莫菲（英语：Victoria Smurfit）〉）※東京電視台版。
- 名人錄（羅賓·西蒙〈茱蒂·戴維斯〉）
- 中央車站（艾琳）
- 眼鏡蛇（英格麗德·克努森〈布莉姬特·尼爾森（英语：Brigitte Nielsen）〉）※朝日電視台版。
- 雞尾酒（英语：Cocktail (1988 film)）（約旦·穆尼〈伊麗莎白·蘇〉）
- 來去美國（莉莎·麥道爾〈莎莉·海德利（英语：Shari Headley）〉）※富士電視台版。
- 魔鬼司令（辛蒂〈瑞·道恩·瓊（英语：Rae Dawn Chong）〉）※TBS版。
- Court toujours：Joséphine et les gitans（約瑟芬〈咪嗚·咪嗚（英语：Miou-Miou）〉）
- 異形生物（英语：Creature (1985 film)）（貝絲·斯萊登〈溫蒂·沙爾（英语：Wendy Schaal）〉）
- 都市郊區的罪與罰（英语：Crime and Punishment in Suburbia）（瑪吉·斯科爾尼克〈埃倫·巴爾金〉）
- 天崩地裂（瑞秋·萬多〈琳達·漢彌頓〉）※朝日電視台版。
- 死亡機器（英语：Death Machine）（海登·凱爾〈伊利·普吉特（英语：Ely Pouget）〉）
- 魔鬼、性、狂想曲（德语：Der große Bagarozy）（科拉·杜爾茲博〈柯琳娜·哈佛克（英语：Corinna Harfouch）〉）
- 七龍珠（旁白）
- 搗蛋鬼弗瑞德（英语：Drop Dead Fred）（伊麗莎白·克羅寧〈菲比·凱茨〉）※VHS版。
- 沙丘魔堡（伊如蘭公主（英语：Princess Irulan）〈維吉妮婭·馬德森〉）※朝日電視台版。
- 大地震（羅莎·阿米奇〈維多莉亞·普林斯波（英语：Victoria Principal）〉）※TBS版。
- 天倫夢覺（英语：East of Eden (film)）（安〈洛伊絲·史密斯〉）※朝日電視台版[i]。
- 回到未來續戰篇（英语：Eliminators (1986 film)）（諾拉·亨特上校〈丹尼絲·克勞斯比（英语：Denise Crosby）〉）
- 愛情終結者2（英语：Exterminator 2）（卡洛琳〈黛博拉·格夫納（英语：Deborah_Geffner）〉）※朝日電視台版。
- 不可能的拍檔（英语：Fathers' Day (1997 film)）（嘉莉·勞倫斯〈茱莉亞·路易斯-德瑞弗斯〉）
- 狂龍勇虎（英语：Flap (film)）（安）
- 貧富之間（英语：For Richer Or Poorer）（卡羅琳·塞克斯頓〈克絲汀·艾莉〉）
- 今生有約（英语：Forever Young (1992 film)）（克萊爾·庫珀〈潔美·李·寇蒂斯〉）※日本電視台版。
- 長短腳之戀（游靜文〈王祖賢〉）
- 十三號星期五（艾莉絲〈艾德麗安·金（英语：Adrienne King）〉）
- 銀河追緝令（葛文·德馬克／唐妮·麥迪遜少校〈雪歌妮·薇佛〉）
- 機器鬧鬼（英语：Ghost in the Machine (film)）（特里·門羅〈凱倫·阿蘭〉）
- 酷斯拉（艾爾希·查普曼博士〈薇琪·路易斯（英语：Vicki Lewis）〉）※日本電視台版[7]。
- 再見艾曼紐（塞西爾〈卡羅琳·勞倫斯〉）
- 小精靈2（瑪拉·布拉史東〈哈維蘭·莫里斯（英语：Haviland Morris）〉）※朝日電視台版。
- 泰山王子（英语：Greystoke: The Legend of Tarzan, Lord of the Apes）（簡·波特〈安迪·麥杜維〉）※朝日電視台版。
- 月光光心慌慌6：黑色驚魂夜（英语：Halloween: The Curse of Michael Myers）（卡拉·斯特羅德〈瑪麗安娜·哈根（英语：Marianne Hagan）〉）
- 巴黎御膳房（霍爾滕斯·拉波里〈凱瑟琳·弗洛〉）
- 地獄之夜（英语：Hell Night）（丹尼斯·鄧斯莫爾〈蘇琪·古德溫〉）
- 挑戰者（布倫達·懷亞特〈蘿克珊·哈特（英语：Roxanne Hart）〉）
- 銀色殺機（東妮·曼尼斯〈黛安·蓮恩〉）
- 小鬼當家5（英语：Home Alone: The Holiday Heist）（潔西卡〈黛碧·梅瑟（英语：Debi Mazar）〉）
- 親愛的，我把孩子縮小了（英语：Honey, I Shrunk the Kids）（黛安·沙林斯基〈瑪西雅·史特斯曼（英语：Marcia Strassman）〉）※富士電視台版。
- 鐵鉤船長（茉伊拉·班寧〈卡洛琳·古德（英语：Caroline Goodall）〉）
- 瘋狂之人（英语：I, Madman）（維珍尼亞〈珍妮·萊特（英语：Jenny Wright）〉）
- 致命ID（卡羅琳·蘇珊娜〈瑞貝卡·德·莫妮〉）※影碟版。
- 超異能夢魘（英语：In Dreams (film)）（克萊爾·庫珀〈安妮特·班寧〉）※VHS版。
- 凶線第六感（英语：In the Cut）（弗蘭妮·艾弗里〈梅格·萊恩〉）
- 聖戰奇兵（艾爾莎·施耐德博士〈艾莉森·杜迪〉）※富士電視台、朝日電視台版。
- 交集（英语：Intersection (1994 film)）（奧利維亞·馬沙克〈洛莉塔·黛維琪〉）
- 鐵鷹F-16續集（英语：Iron Eagle II）（瓦萊里·祖耶尼科〈莎朗·布蘭登〉）
- 詹姆士·龐德：金眼睛（珊妮亞·扎拉傑夫娜·奧納托普〈芳姬·詹森〉）※朝日電視台版。
- Jenifer（梅雷迪絲·埃斯特斯〈安娜貝拉·西歐拉（英语：Annabella Sciorra）〉）
- 誰殺了甘迺迪（蘇西·考克斯〈蘿莉·麥凱佛〉）※朝日電視台版。
- 移動世界（瑪莉·萊斯〈黛安·蓮恩〉）※劇院公映版。
- 追殺比爾（石井御蓮〈劉玉玲〉）
- 追殺比爾2：愛的大逃殺（石井御蓮〈劉玉玲〉）
- 再殺我一次（英语：Kill Me Again）（法伊·福雷斯特〈瓊妮·威利〉）※TBS版。
- 天使保鑣（英语：Les Anges gardiens）（雷吉娜·波迪烏姆〈艾娃·格里馬爾迪（英语：Eva Grimaldi）〉）
- 崩裂的地球（英语：Lifeforce (film)）（太空少女〈瑪蒂爾達·梅（英语：Mathilda May）〉）※朝日電視台舊錄製版。
- 我的天才寶貝（英语：Little Man Tate）（戴德·塔特〈茱蒂·佛斯特〉）
- 叛獄（英语：Lock Up (1989 film)）（梅麗莎〈達蓮·佛魯格（英语：Darlanne Fluegel）〉）※日本電視台版。
- 情人、騙子、大盜（英语：Love, Cheat & Steal）（勞倫·哈靈頓〈麥德辰·艾米克（英语：Mädchen Amick）〉）
- 奇蹟（米凱拉·奧多內〈蘇珊·莎蘭登〉）
- 最佳福星（艾米）
- 瘋狗馬子（英语：Mad Dog and Glory）（葛洛麗〈烏瑪·瑟曼〉）
- 大聯盟（林恩·威爾斯〈蕾妮·羅素〉）※日本電視台版。
- 鬼面公僕（英语：Maniac Cop）（泰瑞莎·馬洛里〈勞倫·蘭登（英语：Laurene Landon）〉）
- 鬼面公僕2（英语：Maniac Cop 2）（泰瑞莎·馬洛里〈勞倫·蘭登〉）
- 風雲再起時（維娜·伯恩鮑姆〈馬西雅·蓋·哈登〉）
- 秘密客2（雷咪·帕諾斯〈艾莉絲·高朗士〉）
- 奇蹟（楊露明〈梅艷芳〉）
- 戰慄遊戲（安妮·維克斯〈凱西·貝茲〉）※VHS版。
- 霹靂雄鷹（英语：Moon 44）（特里·摩根〈麗莎·艾科恩（英语：Lisa Eichhorn）〉）
- 殭屍先生（董小玉〈王小鳳〉）
- 窈窕奶爸（米蘭達·希拉德〈莎莉·菲爾德〉）※影碟版。
- 特遣隊出擊（英语：Navy SEALs (film)）（克萊爾·瓦倫斯）※朝日電視台版。
- 大智若愚（英语：Nobody's Fool (1994 film)）（托比·羅巴克〈梅拉尼·格里菲思〉）※VHS、舊DVD版。
- 章魚（英语：Octopus (2000 film)）（麗莎·芬奇博士〈嘉露蓮·洛威利〉）※朝日電視台版。
- 原罪犯（炯子〈李承欣〉）
- 錦城春色（克萊爾·哈德森〈安·米勒〉）※日本電視台版。
- 恐怖地帶（羅伯塔·“羅比”·基奧〈蕾妮·羅素〉）※日本電視台版。
- 防不勝房（英语：Palmetto (film)）（瑞亞·馬爾魯〈伊麗莎白·蘇〉）
- 攝影師（薩曼莎·泰勒〈琳賽·佛洛斯特（英语：Lindsay Frost）〉）※東京電視台版。
- 超異能快感（英语：Practical Magic）（吉利安·歐文斯〈妮可·基嫚〉）
- 洛基4：天下無敵（柳德米拉·沃貝特·德拉戈〈布莉姬特·尼爾森〉）※朝日電視台版。
- 阿珠與阿花（英语：Romy and Michele's High School Reunion）（羅密·懷特〈米拉·索維諾〉）
- 無罪的罪人（英语：Presumed Innocent (film)）（嘉露蓮·波勒海默斯〈格蕾塔·斯卡基〉）※朝日電視台版。
- 祝福（貝寶如／寶姨〈鄭裕玲〉）
- 殺機邊緣人（珍妮·奧基夫·尼克斯〈羅莉塔·達薇朵維琪（英语：Lolita Davidovich）〉）
- 魔鬼殺陣（莫妮卡〈凱瑟琳·哈羅德（英语：Kathryn Harrold）〉）※朝日電視台版。
- 紅色警探（凱瑟琳·“凱特”·曼澤蒂〈吉娜·格申（英语：Gina Gershon）〉）※朝日電視台版。
- 俠盜羅賓漢（英语：Robin Hood (1991 British film)）（瑪麗安（英语：Maid Marian）〈烏瑪·瑟曼〉）
- 綠寶石（瓊·威爾德〈凱瑟琳·特納〉）※日本電視台版。
- 跟著愛情走（英语：Roselyne et les lions）（羅絲琳〈伊莎貝爾·帕斯科（英语：Isabelle Pasco）〉）
- 一刀未剪的童年（英语：Running with Scissors (film)）（迪爾德麗·伯勒斯〈安妮特·班寧〉）
- 紐約戰場（英语：Shakedown (1988 film)）（蘇珊·坎特雷爾〈派翠西亞·夏邦諾（英语：Patricia Charbonneau）〉）※東京電視台版。
- 白雪公主：最美麗的女人（英语：Snow White: The Fairest of Them All）（埃爾斯佩斯（英语：Evil Queen）〈米蘭達·理查森〉）※影碟版。
- 外星戀（珍妮·哈登〈凱倫·阿蘭〉）
- 影舞追夢（英语：Stepping Out (1991 film)）（西爾維亞〈羅賓·史蒂凡（英语：Robyn Stevan）〉）
- 暴風獵人（傑米·馬歇爾〈凱莉·麥吉利斯〉）
- 狠將奇兵（莉娃·寇帝〈狄波拉·范·傅肯博（英语：Deborah Van Valkenburgh）〉）※富士電視台版。
- 頭條大新聞（英语：Switching Channels）（克里斯蒂·科勒蘭〈凱瑟琳·特納〉）
- 控訴（凱瑟琳·墨菲〈凱莉·麥吉利斯〉）※朝日電視台版。
- 牡丹花下（卡羅爾〈喬·安·哈里斯（英语：Jo Ann Harris）〉）※東京電視台版。
- 明天過後 (電影)（露西·霍爾〈塞拉·沃德（英语：Sela Ward）〉）※影碟版。
- 追魂交易（瑪麗·安·洛馬克斯〈查理兹·塞隆〉）※日本電視台版。
- 滑頭紳士闖通關（英语：The Distinguished Gentleman）（洛雷塔·希克斯〈雪莉·李·勞夫（英语：Sheryl Lee Ralph）〉）※朝日電視台版。
- 鴿子號（英语：The Dove (1974 film)）（帕蒂·蕾黛〈德博拉·拉芬（英语：Deborah Raffin）〉）
- 星際大戰五部曲：帝國大反擊（莉亞·歐嘉納〈嘉莉·費雪〉）※朝日電視台版。
- 閃電俠 (1990年電影)（蒂娜·麥吉（英语：Tina McGee）〈阿曼達·佩斯（英语：Amanda Pays）〉）※朝日電視台版。
- 閃電俠2（蒂娜·麥吉〈阿曼達·佩斯〉）※朝日電視台版。
- 摩登原始人（英语：The Flintstones (film)）（貝蒂·羅伯（英语：Betty Rubble）〈蘿西·歐唐納〉）
- 魔鬼褓姆（英语：The Guardian (1990 film)）（卡米拉·格蘭迪爾〈珍妮·塞葛洛芙（英语：Jenny Seagrove）〉）※朝日電視台版。
- 財色驚魂（英语：The Killers (1964 film)）
- 奪命總動員（薩曼莎·凱恩／查理·巴爾的摩〈吉娜·戴維斯〉）
- 布偶占領曼哈頓（英语：The Muppets Take Manhattan）（豬小姐（英语：Miss Piggy）〈法蘭克·歐茲〉）※CBS／FOX（英语：20th Century Studios Home Entertainmen）版。
- 大魔域2：回到大魔域（英语：The NeverEnding Story II: The Next Chapter）（薩伊德〈克拉里莎·伯特（英语：Clarissa Burt）〉）※朝日電視台版。
- 消失的1943 II（英语：Philadelphia Experiment II (film)）（艾莉森·海耶斯〈南茜·艾倫〉）※朝日電視台版。
- 芝加哥打鬼（英语：The Return of the Living Dead）（凱西〈喬威爾·謝潑德（英语：Jewel Shepard）〉）
- 十誡（比提雅〈尼娜·弗徹（英语：Nina Foch）〉）※朝日電視台版。
- 神偷大劫案（橡皮糖〈金海淑〉）
- 未來特警（英语：The Time Guardian）（佩特拉〈嘉莉·費雪〉）※VHS版。
- 愛情叩應（英语：The Truth About Cats & Dogs）（艾比·巴恩斯〈珍妮娜·葛羅佛（英语：Janeane Garofalo）〉）
- 雙峰：與火同行（蘿拉·帕爾瑪（英语：Laura Palmer）〈雪柔·李（英语：Sheryl Lee）〉）
- 曇花緣未了（英语：Two People (1973 film)）（馬庫斯）※TBS版。
- 越獄鴛鴦（英语：Wedlock (film)）（特蕾西·里格斯〈咪咪·羅傑斯〉）※TBS版。
- 當哈利碰上莎莉（莎莉·艾爾布萊特〈梅格·瑞安〉）※ANA版。
- 大決鬥（英语：Zorro (1975 Italian film)）（霍滕西亞·普利多〈奧塔維婭·皮科洛〉）※朝日電視台新錄製版。

#### 電視影集
- 飛狼 (第3季)（安潔莉卡·博羅廷）
- 希區考克劇場 (第1季)（英语：Alfred Hitchcock Presents）（林鎮）
- 艾莉的異想世界（卡洛琳·朴普〈桑德拉·伯恩哈德〉、悉尼·蓋爾〈克里斯蒂娜·拉赫蒂〉）
- 海灘遊俠 (第3季以降)（史蒂芬妮·荷頓隊長〈亞歷山德拉·保羅（英语：Alexandra Paul）〉）
- 綻放（英语：Blossom (TV series)）（莎朗·萊穆爾〈蓋爾·愛德華茲（英语：Gail Edwards）〉）
- 飛龍特攻隊（珍妮佛·“飛行員”·蔡斯〈潔西卡·史汀（英语：Jessica Steen）〉）
- 霹靂嬌娃（克里斯·芒羅〈雪莉·賴德（英语：Cheryl Ladd）〉）
- 警察署長（英语：Chiefs (miniseries)）（艾莉·李）
- 神探可倫坡（格洛麗亞·韋斯特〈阿琳·馬特爾（英语：Arlene Martel）〉）※日本電視台版。
- 古堡情怨（英语：Covington Cross）（熱納維耶芙·德·拉·克羅瓦）
- 犯罪心理（凱瑟琳·凱蒂·科爾〈瑪莉·佩琪·凱勒（英语：Mary Page Keller）〉）
- 慾望師奶（瑪麗·愛麗絲·楊格（英语：Mary Alice Young）〈布蘭達·斯特朗（英语：Brenda Strong）〉）
- 老公老婆不登對 (第4季)（英语：Dharma & Greg）（旺達〈蘇恩·佛克（日语：スアンヌ・スポーク）〉）
- 仙境童話劇場（英语：Faerie Tale Theatre）：白雪公主（白雪公主〈伊莉莎白·麥戈文〉）
- 名揚四海（英语：Fame (1982 TV series)）（朱莉·米勒〈蘿莉·辛格（英语：Lori Singer）〉）
- 聯邦調查局FBI（珍·聖約翰）
- 福爾摩斯與華生 (第2季)（謝麗爾·格雷格森〈塔利亞·巴爾薩姆〉）
- 大學生費莉希蒂（薩莉·里爾登〈珍妮娜·葛羅佛（英语：Janeane Garofalo）〉）
- 不可阻擋的High Kick！（朴海美）
- 愛卡莉（米歇爾·奧巴馬[j]）
- 霹靂遊俠（邦妮·巴斯托夫〈派翠西亞·麥佛森（英语：Patricia McPherson）〉）
- 拉斯維加斯（吉莉安·德萊恩〈謝麗爾·拉德（英语：Cheryl Ladd）〉）
- 愛情雨（金允希〈李美淑〉）
- 夏威夷神探 (第2季)（馬里昂·哈蒙德）
- 邁阿密風雲 (第2季)（多蘿西·貝恩〈伊斯特·伯林特（英语：Eszter Balint）〉、奧黛特）
- 雙面嬌娃 (第2季)（英语：Moonlighting (TV series)）（凱瑟琳·基爾帕特里克、托比〈麗莎·布朗特〉）
- 納什大橋 (第6季)（英语：Nash Bridges）（喬伊·拉爾森〈史蒂芬妮·齊姆帕勒（英语：Stephanie Zimbalist）〉）
- 重返犯罪現場：紐奧良 (第4季)（克萊爾·麥克德莫特）
- 撲克臉 (第1季)（勞拉〈崔莉·瓊斯〉）
- 魔法少女薩琳娜 (第7季)（英语：Sabrina the Teenage Witch (TV series)）（安妮）
- 歡樂單身派對（伊萊恩·貝奈斯（英语：Elaine Benes）〈茱莉亞·路易斯-德瑞弗斯〉）
- 福爾摩斯探案「匍行者探案」（伊迪絲·普雷斯伯里）
- 警笛（英语：Sirens (1993 TV series)）（莫瑞）
- 太空遊俠 (第2季)（英语：Space Rangers (TV series)）（瑪拉·貝克〈克勞蒂雅·克利斯丁〉）
- 警網雙雄 (第1季)（英语：Starsky & Hutch）（梅格〈克麗絲蒂·麥克尼科爾〉）
- 銀河飛龍（瓦希〈珍妮佛·赫特里克（英语：Jennifer Hetrick）〉）
- 上天恩賜的愛（英语：State of Grace (TV series)）（塔蒂·麥基〈費耶·格蘭特（英语：Faye Grant）〉）
- 新泰山（英语：Tarzan: The Epic Adventures）（達倫）※NHK-BS2版。
- 天龍特攻隊（艾美·阿曼達·艾倫／安潔〈梅琳達·古莉（英语：Melinda Culea）〉[134]、第3季：特蕾莎·賈尼）
- 血魔 (第1季)（英语：The Hunger (TV series)）（克萊兒）
- 心計（費莉西亞）
- 偽裝者（帕克小姐〈安德莉亞·帕克（英语：Andrea Parker）〉）
- 威爾與格蕾絲（克萊爾）
- 武則天（武則天〈劉曉慶〉）
- 原野飆龍 (第1季)（英语：The Young Riders）（塔爾薩〈卡茜·耶茨（英语：Cassie Yates）〉）
- 而立人生（佩妮〈伊美黛·史道頓〉)

#### 海外人偶劇
- Nebula-75（英语：Nebula-75）（命運的朱麗葉）[135][136]

#### 動畫
- 瓦力（阿康〈雪歌妮·薇佛〉）

#### 電視節目
- 動物星球頻道節目（旁白）

### 人偶劇
- 星星艦隊（拉米亞公主）
- （布偶劇〈、的聲音〉，NHK教育）
- 兒童布偶劇場（日语：こどもにんぎょう劇場）「大提琴手高修」（旁白）

### 廣播節目
- （花咲梓，NHK）
- 青春冒險『P』（P，NHK-FM）
- 打開小山茉美的書櫃（日语：ファンタジーワールド）（TBS電台）
- 青山二丁目劇場（日语：青山二丁目劇場） 源氏物語（六條御息所）（文化放送）
- 玻璃假面廣播劇（姬川亞弓）（日本放送）
- 電台Animec 決定！動畫最前線（日语：週刊ラジオアニメック）（日本放送）
- 小山茉美的All Night-NIPPON（日语：小山茉美のオールナイトニッポン）（週三2部，日本放送）[8]，1983年7月7日—1985年3月28日）
- PACK INFORMATION（TOKYO FM）（當時，作為JFN成員的FM富士（日语：エフエム富士），因此只在總台和身延台放送）
- EARTH CONSCIOUS DREAM（TOKYO FM）
- GALANT BEST CREWS（FM愛知）[8]
- TOKYO M.A.A.D SPIN（日语：TOKYO M.A.A.D SPIN）（2025年3月30日〈29日深夜〉，J-WAVE）[k]

### CD
- Lancontre ～Histoire de Mami／小山茉美（作為「獨唱歌手」小山茉美於Victor時代的精選專輯，2枚組CD全34曲）
- 十二國記 夢三章（舒榮）
- 卒業 ～Graduation～ 廣播劇CD（大和老師）
- BASTARD!! -暗黑的破壞神- 外傳 卷之一—卷之三（安雪絲·奈伊）
- 花之飛鳥組！（日语：花のあすか組!）廣播劇CD外傳（鬼島洋子）
- 卡式錄音帶書 IZUMI幻戰記 鳴動篇（日语：若木未生）（來見川翠）
- 蜥蜴（朗讀）
- 被蚱蜢擁抱（日语：深見東州）（朗讀）

### 旁白
- 格林童話之旅（日语：グリム童話の旅）（NHK）
- TEENS TV（日语：ティーンズTV） 世界紀錄片（NHK教育）
- ENERGY CHARGE（日语：ENERGY CHARGE）（中國地方當地／新廣島電視台等4台）
- 報道特集（日语：報道特集 (TBS)）（TBS系列：不定期）
- 報道STATION（朝日電視台系列：週一、週二）
- （朝日放送製作／朝日電視台系列）
- TERUMO（廣告）
- 東北Z（日语：東北Z）（2010年為止標題《奇妙的東北》） 這裡有個竅門（NHK綜合：僅限東北街區當地放送）
- NNN紀錄片（日语：NNNドキュメント）（日本電視台系列：不定期）
- （富士電視台：不定期）
- 超級歷史浪漫完結特集（日语：超歴史ロマン完全決着SP）（東京電視台）
- PREMIUM ～週末快樂～（愛知電視台）
- 週末散步（日语：さんぽサンデー）（朝日電視台）
- BanG Dream！ 5th☆LIVE 特BanG！
- 遠離人煙的一戶人家（日语：ポツンと一軒家）（朝日電視台）

### 電視劇
- 清子沒有哭（1975年）
- 草燃（日语：草燃える）（1979年）—飾 侍女
- 我們全部是奈津子的孩子（日语：オレ達全員奈津子の子）（1982年）—飾 五月
- 向太陽怒吼！（日语：太陽にほえろ!） 第668話「絆」（1985年10月25日）—飾 吉岡綠
- （1992年）—飾 加奈子
- 沙之城（日语：砂の城#テレビドラマ）（1997年）—旁白
- 奇天烈（2002年1月1日）—可羅的聲音

### 電視節目
- 是搞笑的場合喔！（日语：笑ってる場合ですよ!）（負責週四，明石家秋刀魚的）
- 我們是白爛族（日语：オレたちひょうきん族）（在「寺內貫太郎一家（日语：寺内貫太郎一家）」和「時間喲（日语：時間ですよ）」的戲仿中扮演淺田美代子（日语：浅田美代子）的角色）
- （則卷小雲角色出演）
- 8點到了！全員集合（金字塔內石像的聲音，1982年6月19日播出）
- 一枚寫真（日语：一枚の写真）
- （唱歌與說故事姐姐）（神奈川電視台）
- 「品川的力量第3回 旁白」有線電視品川（日语：ケーブルテレビ品川）
- 笑一笑又何妨！（Zakkuri壹岐秀，則卷小雲角色出演）
- 原來如此！The 世界（日语：なるほど!ザ・ワールド）
- Style Plus（日语：スタイルプラス）（東海電視台，2015年12月20日播出）
- 100分名著（日语：100分de名著）（「風姿花傳」、「遠野物語」解說）

則卷小雲聲音演出
- 我們是白爛族（則卷小雲聲音的片頭旁白）
- （則卷小雲聲音出演）
- 腦內活化 IQ維他命 第100回超特大直播放送（日语：脳内エステ IQサプリ）（則卷小雲聲音出演）

### 廣告
則卷小雲聲音演出
- 樂敦製藥（1981年—1985年）
- 東京鐵塔 怪博士與機器娃娃大會（1981年）
  - 東京鐵塔 夏日祭典 怪博士與機器娃娃大會（1982年）
- 扁桃固力果（日语：アーモンドグリコ）（1982年）
- Aron Alpha（日语：アロンアルフア）（1982年）
- 固力果巧克比（1982年）
- 三矢蘇打（1982年）
- 鈴木Hustler[138]（2014年9月11日—2018年）
  - 篇（2014年9月11日—11月12日）
  - 篇（2014年11月12日—12月25日）
  - 篇（2015年5月13日—12月7日）
  - 篇（2015年12月7日—2016年8月25日）
  - 篇（2016年8月26日—2017年10月）
  - 篇（2017年10月—2018年）
- 七龍珠Z 爆裂激戰 則卷小雲聯名篇（2016年12月）
- 花王
  - （2016年12月）
  - （2016年12月）
- View卡（2018年8月—）[139]

其它
- AKIYAMA（1983年）
- 日本VICKS（現大正製藥）「Colac（日语：コーラック）」（1987年）
- 菲利普莫里斯「VIRGINIA SLIMS（日语：バージニア・エス）」
- 森林家族（1984年—1989年）
- 萬普「超級機器人大戰A」（2001年）
- 永旺（旁白）（2013年）

### 舞台
- 週末「音吉物語」
- （阿銀）
- 流·流（露露）

### 柏青哥、角子機
- 角子機 霹靂遊俠（2008年，邦妮·巴斯托夫）
- 柏青哥 玻璃假面（2020年，月影千草[140]）

### 其它
- 第4屆Anime Grand Prix（1982年4月24日，日本武道館，作為女演員獎〈3343票[141]〉得獎人[142]）
- 小山茉美SHOW（1982年5月23日12時30分，札幌市5號館頂樓[143]）
- 歌唱及簽名會（1982年5月29日[144]）
- 小山茉美怪博士與機器娃娃阿拉蕾秀（1982年5月30日，相模湖渡假村[143]）
- 音樂會（Ruido，1985年8月10日[145]）
- 槍霸 Part1、2（日语：ガンヘッド）（貝貝）※角川卡式錄音帶文庫。
- 冒險！伊庫薩3（昆蟲司令官瓢蟲）※卡式錄音帶文庫版。
- NTT DOCOMO電台廣告（與古谷徹、池田秀一共演）
- 偶像天使陽子（第38話編劇）
- （形象專輯）（葛拉漢）
- Hello Kitty（三麗鷗／三麗鷗彩虹樂園／Harmony Land）※1983年—1993年公司視頻、活動、表演節目後期錄製、錄音。
- 奈潔拉廚房（奈潔拉·勞森）（Dlife（日语：ブロードキャスト・サテライト・ディズニー））
- （1985年5月，羅莎）※卡式錄音帶文庫版。
- 矢場原創動畫「大須小信（日语：大須のぶーちゃん）」（2019年—，母親[146]、女僕小姐B[147]）

## 音樂作品

### 角色歌曲
| 發行日期          | 標題 | 名義                                                     | 曲名                                    | 備註                                    |
| 1981年            | 1981年 | 1981年                                                   | 1981年                                  | 1981年                                  |
| ----------------- | --- | -------------------------------------------------------- | --------------------------------------- | --------------------------------------- |
| 7月               | 則卷小雲小曲                                                                                                   | 則卷小雲（小山茉美）、則卷千兵衛（內海賢二）、音羽搖籠會 | 「」                                    | 電視動畫《怪博士與機器娃娃》片尾主題曲  |
| 7月               | 則卷小雲小曲                                                                                                   | 則卷小雲（小山茉美）、音羽搖籠會                         | 「」                                    | 電視動畫《怪博士與機器娃娃》劇中插入歌  |
| 日期不詳          | |                                                          |                                         | 電視動畫《怪博士與機器娃娃》劇中插入歌  |
|                   | 則卷小雲（小山茉美）                                                                                           | 「」                                                     |                                         | 電視動畫《怪博士與機器娃娃》劇中插入歌  |
| 則卷小雲 ON STAGE | 則卷小雲（小山茉美）、KOOROGI'73                                                                               | 「」 「」                                                |                                         | 電視動畫《怪博士與機器娃娃》劇中插入歌  |
| 則卷小雲 ON STAGE | 則卷小雲（小山茉美）、空豆太郎（古川登志夫）、木綠茜（杉山佳壽子）、空豆嗶助（神保直美）、山吹綠（向井真理子） | 「」                                                     |                                         | 電視動畫《怪博士與機器娃娃》劇中插入歌  |
| 則卷小雲的聖誕節  | 則卷小雲（小山茉美）、則卷千兵衛（內海賢二）、KOOROGI'73                                                       | 「」 「」                                                |                                         | 電視動畫《怪博士與機器娃娃》劇中插入歌  |
| 1982年            | |                                                          |                                         |                                         |
| 2月               | 則卷小雲的女兒節                                                                                               | 則卷小雲（小山茉美）                                     | 「」 「」                               | 電視動畫《怪博士與機器娃娃》劇中插入歌  |
| 3月               | LOVE LOVE 明琪桃子                                                                                             | 明琪桃子（小山茉美）                                     | 「」                                    | 電視動畫《魔法公主 明琪桃子》片頭主題曲 |
| 3月               | LOVE LOVE 明琪桃子                                                                                             | 明琪桃子（小山茉美）                                     | 「」                                    | 電視動畫《魔法公主 明琪桃子》片尾主題曲 |
| 日期不詳          | | 明琪桃子（小山茉美）                                     | 「Good Lookin' Tonight」 「」 「」 「」 | 電視動畫《魔法公主 明琪桃子》劇中插入歌 |
| 日期不詳          | MECHANKO世界                                                                                                   | 則卷小雲（小山茉美）                                     | 「」                                    | 電視動畫《怪博士與機器娃娃》劇中插入歌  |
| 日期不詳          | MECHANKO世界                                                                                                   | 則卷小雲（小山茉美）、KOOROGI'73                         | 「」 「」                               | 電視動畫《怪博士與機器娃娃》劇中插入歌  |
| 1985年            | |                                                          |                                         |                                         |
| 日期不詳          | 熱鬧進行曲 | 則卷小雲（小山茉美）、則卷千兵衛（內海賢二）、音羽搖籠會 | 「」                                    | 電視動畫《怪博士與機器娃娃》片尾主題曲  |
| 1986年            | |                                                          |                                         |                                         |
| 12月5日           | 甜蜜公主 音樂篇                                                                                                | 甜蜜公主（小山茉美）                                     | 「」 「」                               | 電視動畫《甜蜜公主》劇中插入歌          |
| 2018年            | |                                                          |                                         |                                         |
| 8月24日           | ONE PIECE Island Song Collection ALBUM                                                                         | BIG MOM（小山茉美）                                      | 「」                                    | 電視動畫《ONE PIECE》劇中插入歌         |

## 著作
- （近代電影社（日语：近代映画社），1982年）
- （BRASS出版，1994年）電台談話節目彙編。
- （BRASS出版，1994年）。同上
- （青林堂，2016年）ISBN 4-7926-0555-5

## 腳註

## 外部連結
- 小山茉美｜青二Production （日語）
- （日語）—小山茉美的官方個人網站。